# 弗里德里希-威廉·克吕格尔

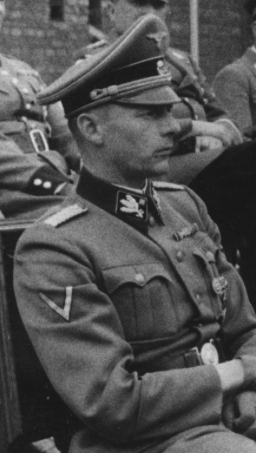
弗里德里希-威廉·克吕格尔

弗里德里希-威廉·克吕格尔（Friedrich-Wilhelm Krüger，1894年5月8日—1945年5月10日）是一位纳粹德国准军事指挥官，曾负责并亲自参与针对波兰民族的文化、传统的逐步灭绝。早在战争爆发前，他就已是冲锋队和党卫队的高阶成员。1939-1943年，他曾担任波兰总督府高级党卫队和警察领袖，执掌对德占波兰全境内的警力与安全部队的指挥权的高级党卫队和警察领导人。在担任此职务期间，他曾组织并监督了大量反人类罪行的策划与执行工作，对纳粹对波兰民族的罪行负有主要责任：六百万波兰人（其中有三百万波兰犹太人）被灭绝，大肆损害、欺辱、剥削波兰民族与国家。1945年5月，克吕格尔自杀。